# Дорио, Жак
Жак Дорио (фр. Jacques Doriot; 26 сентября 1898, Брель, Уаза — 22 февраля 1945, Менген, Вюртемберг) — французский коммунистический и фашистский политик. В 1924—1934 — член политбюро ЦК Французской коммунистической партии. В 1936—1945 — лидер ультраправой Французской народной партии. Коллаборационист Второй мировой войны.

## Юность и война
Родился в рабочей семье. Подобно Бенито Муссолини, был сыном кузнеца, и эта деталь впоследствии обыгрывалась в пропаганде. Работать начал с 15 лет — подсобником в магазине, слесарем на металлургическом заводе. С 1915 года жил в Сен-Дени. В 1916 примкнул к местной организации социалистической молодёжи.
В апреле 1917 года Жак Дорио был мобилизован и отправлен на германский фронт. Участвовал в боях, проявил отвагу, награждён Военным крестом за спасение раненого товарища. В то же время имел дисциплинарное взыскание за неповиновение приказу. Демобилизован только в 1920 году.

## Коммунистический период

### Партийная карьера
Вернувшись в Сен-Дени, примкнул к ФКП. Сделал быструю карьеру в молодёжной коммунистической организации. В 1921—1923 представлял французский комсомол в Москве. Проходил в СССР политическое обучение, писал пропагандистские материалы. Имел личную встречу с Лениным.
Вернувшись во Францию, возглавил молодёжную организацию компартии. Участвовал в кампании против Рифской войны. Был арестован и осуждён на год тюремного заключения. С 1924 — член политбюро ФКП. В 1931 году избран мэром Сен-Дени, превратил это предместье Парижа в важный партийный оплот.
В 1920-х годах Жак Дорио вошёл в высшее руководство французской компартии и рассматривался как перспективный лидер. Он являлся также заметной фигурой Коминтерна. Стремительность партийной карьеры, высокая личная популярность среди сторонников ФКП способствовали росту политических амбиций Дорио. Это привело к конфликту с коллегами по партийному руководству, прежде всего с Морисом Торезом. Жак Дорио посчитал себя лидером ФКП, а свою партию — гегемоном Коминтерна.

### Сложности с Торезом
В 1931 году Дорио побывал с партийной командировкой в Германии. Он выражал поддержку КПГ, однако был сильно впечатлён динамизмом НСДАП и личностью нацистского фюрера.
С большим перевесом Дорио был избран в парламент на выборах 1932 года — при том, что в целом ФКП потерпела электоральную неудачу. Ответственность за общепартийное поражение Дорио возложил на Тореза, акцентировав свой персональный успех. Он поставил перед руководством ВКП(б) и Коминтерна вопрос о смене партийной линии — и соответственно, партийного руководства ФКП. Некоторое время в Москве рассматривали вариант замены Тореза на динамичного Дорио. Однако в конечном счёте советские инстанции приняли сторону управляемого и подконтрольного Тореза.
Руководство ФКП отклоняло инициативы Дорио. Возник уже не межличностный, а политический конфликт: Дорио был сторонником «классового фронта» — коалиции с социалистами. Этот проект категорически отвергался Торезом, который придерживался сталинского понимания социал-демократии как социал-фашизма. Отказ КПГ от единого фронта с СДПГ привёл к победе Гитлера, тогда как во Франции предложенная Дорио коалиция была создана в 1936 — уже без него.

### Изгнание из партии
6 февраля 1934 года в Париже произошли фашистские беспорядки. Дорио снова заявил о необходимости единого антифашистского фронта. Торез повёл против Дорио кампанию в партийной печати. В ответ 8 февраля 1934 Дорио заключил договорённости о союзе со СФИО на территории Сен-Дени. Тогда Торез инициировал осуждение Дорио на заседании политбюро.
11 апреля 1934 Дорио обратился с письмом руководству Коминтерна, настаивая на антифашистском объединении с социалистами. Дорио был вызван в Москву, но отказался прибыть. Это было воспринято как недопустимая амбициозность. В июне 1934 Дорио по предложению Тореза был исключён из ФКП. Блестящая партийная карьера завершилась практически одномоментным изгнанием. С этого времени Жак Дорио стал одержим стремлением отомстить Морису Торезу как личному врагу.

## Беспартийный период
После разрыва с компартией Дорио пытался создать беспартийную рабочую ассоциацию на базе профсоюза ВКТ. Однако он оставался изолированным, поскольку левые активисты делили симпатии между ФКП и СФИО.
В 1936 году Дорио не смог избраться в парламент. Но вскоре после поражения на выборах на контакт с ним вышло руководство Вормского банка. Ему была предложена финансовая поддержка для создания массовой партии, способной противостоять Народному фронту. Дорио, увидев реальный шанс мести Торезу, дал на это согласие.

## Фашистский период
Учредительное собрание Французской народной партии (PPF) прошло 27-28 июня 1936 года в Сен-Дени.

После победы Народного фронта и июньских забастовок Дорио окончательно сбросил маску: 28 июня 1936 г. на собрании в Сен-Дени, где присутствовали как ренегаты от коммунизма, так и представители самых различных антикоммунистических группировок, он объявил о создании Французской народной партии (ППФ), платформа, состав и методы которой не оставляли никакого сомнения в её фашистском характере.

Ю. И. Рубинский, «Тревожные годы Франции».

Идеология PPF во многом основывалась на концепциях неосоциализма (хотя Дорио прямо не признавал совпадения своих взглядов с воззрениями Марселя Деа). Политическое прошлое лидера и большое количество бывших коммунистов в руководстве и активе партии — включая таких радикалов, как Анри Барбе и Жюль Тёляд — обусловили видное место левопопулистских антикапиталистических лозунгов. Однако на первом плане партийной позиции был непримиримый антикоммунизм. Дорио активно привлекал в партию выходцев из крайне правых организаций и представителей криминальных кругов. Созданная в PPF силовая структура типа штурмовых отрядов практиковала нападения на коммунистов.
Наряду с социал-популизмом и антикоммунизмом, лозунги PPF отличались пацифизмом. В конкретно-исторической ситуации второй половины 1930-х это означало отказ от конфликта с Германией и косвенно — поддержку нацистской экспансии в Европе.
В 1937 году Дорио позиционировал себя как защитник демократических свобод от коммунистической опасности. Участие ФКП в Народном фронте он квалифицировал как начало захвата власти партией Тореза. Он предложил создать в противовес Народному фронту коалицию правых сил — Фронт свободы. Предполагалось, что в него войдут PPF, Французская социальная партия (партийно-политическое крыло Огненных крестов), консервативная Республиканская федерация, лига Французское действие и несколько небольших правых структур. Однако персональные амбиции Дорио, Шарля Морраса и Франсуа де ля Рока, настороженность республиканцев, неприемлемый для консерваторов левый уклон PPF заблокировали объединение.
В мае 1937 министр внутренних дел Маркс Дормуа инициировал отстранение Жака Дорио с поста мэра Сен-Дени. Повторные выборы принесли победу кандидату ФКП. С этого времени ускорилась эволюция PPF в фашистском направлении. На съезде партии в марте 1938 Дорио провозгласил национализм основой партийной идеологии, распорядился переработать партийный устав по образцу партии Муссолини и призвал к формированию нового человека — «коллективиста, готового жить рискуя». Публичные мероприятия PPF стали моделироваться по образцу нюрнбергских съездов НСДАП. Посетив Германию и Италию, Дорио выражал такое же восхищение Гитлером и Муссолини, как прежде Лениным. Столь стремительный дрейф к фашизму и нацизму привёл к кризису в руководстве партии. PPF покинул главный идеолог Поль Марион. В то же время усилилось влияние марсельского криминального лидера Симона Сабиани.

## Коллаборационистский период

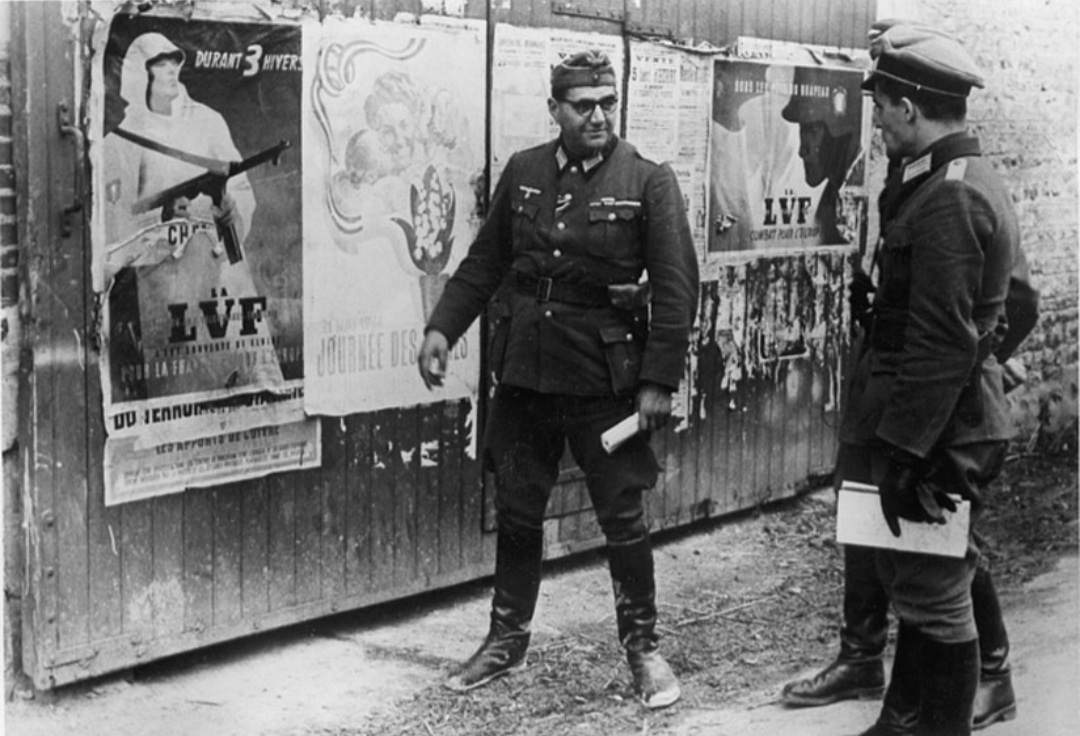
Жак Дорио в немецкой военной форме перед плакатами легиона французских добровольцев

3 сентября 1939 года Франция вступила во Вторую мировую войну. Дорио осудил этот шаг, характеризуя его как пробританский и не соответствующий национальным интересам. PPF была запрещена за антивоенную пропаганду, но воссоздана после поражения и оккупации Франции вермахтом.
Дорио претендовал на место в правительстве Виши, однако маршал Петэн и немецкие власти посчитали это излишним. Разрабатывался проект создания единой фашистской (национал-революционной) партии в оккупированной зоне. Однако и он был отклонён из-за конкуренции между Дорио и Деа, разделённых непримиримой враждой.
PPF, воссозданная в сильно усечённом формате, фактически превратилась в подсобную структуру оккупационных властей. Идеология партии полностью совпадала с НСДАП и лишилась национальных черт. Это отличало Дорио от национал-консервативного Петэна и от Деа, сохранявшего приверженность французским республиканским традициям. В пропаганде появились несвойственные ранее Дорио антисемитские мотивы. Активисты PPF подключились к борьбе с Сопротивлением и сотрудничали с гестапо. Дорио отправился в составе антибольшевистского Легиона французских добровольцев на Восточный фронт, пробыл там около полутора лет, участвовал в боях. Был награждён Железным крестом.
Вскоре после открытия Второго фронта Дорио с другими видными коллаборационистами перебрался в Германию. Он разрабатывал планы формирования нового французского легиона для антикоммунистической войны во Франции, планировал создание «народного государства» на основе первоначальной программы PPF. Обвинял генерала де Голля в «коллаборационизме» и службе Черчиллю. В сентябре 1944 года Дорио имел встречу с Гитлером.
6 января 1945 года Дорио объявил о создании «Комитета освобождения Франции». В комитете немедленно началась борьба за лидерство между Дорио и Деа (в ней участвовал также командующий вишистской милицией начальник Жозеф Дарнан).
22 февраля 1945 по дороге на заседание комитета Дорио попал под авиаобстрел и на следующий день скончался. Существует версия, что Дорио незадолго до своей смерти пытался выйти на контакт с Сопротивлением и британской разведкой (предположительно через генерала Жиро), якобы предлагая свой переход на сторону антикоммунистической части Сопротивления. Убедительных доказательств этой теории нет.
Могила Жака Дорио расположена на кладбище в Менгене. В 1961 году она была осквернена французскими солдатами, дислоцированными в ФРГ. Вскоре могила была восстановлена, французам не сообщалось о её местонахождении. Периодически на этом месте собирались ветераны PPF во главе с Виктором Бартелеми, преемником Жака Дорио во главе партии.

## Личностные особенности
Жак Дорио — одиозная, но яркая фигура французской политической истории. Он несомненно обладал динамизмом, сильной политической волей и харизмой, был способным организатором. Создание правопопулистской партии само по себе отвечало политическим потребностям значительных социальных групп. Но исторические обстоятельства, закономерности фашизма и специфика личности основателя завели PPF в тупик.
Дорио никогда не был женат и не имел семьи. Он целиком посвятил себя политике. Но его политическая одержимость касалась не столько каких-либо идей, сколько собственных амбиций. Переход с крайне левого фланга на крайне правый совершался в порядке вещей. В PPF существовали ритуалы преданности, имя Дорио входило в партийный девиз, вступающие в партию приносили Дорио клятву верности.

## Интересные факты
Жак Дорио вошёл в историю как ярый антикоммунист, фашист и коллаборационист. Однако коммунистический период его политической биографии продлился 14 лет, фашистский — менее 9 лет (из которых коллаборационистский около 5 лет).
Жак Дорио упоминался в сатирическом стихотворении Самуила Маршака «Вся Европа». Оно было опубликовано в «Известиях» незадолго до прибытия Дорио на Восточный фронт.
Также он упоминается в поэме Владимира Маяковского «Хорошо!»
«Читаю угрюмо: „товарищ Красин“.
И вижу — Париж и из окон Дорио…
И Красин едет, сед и прекрасен,
сквозь радость рабочих, шумящую морево…»
В середине 1990-х годов в СДПР предпринимались попытки сформировать «неосоциалистическое» течение, основанное на идеологическом наследии Деа и Дорио второй половины 1930-х. Эта тенденция не получила никакой поддержки и быстро сошла на нет (напомнив о политическом крахе самого Дорио в ФКП).